# Robin de Raaff

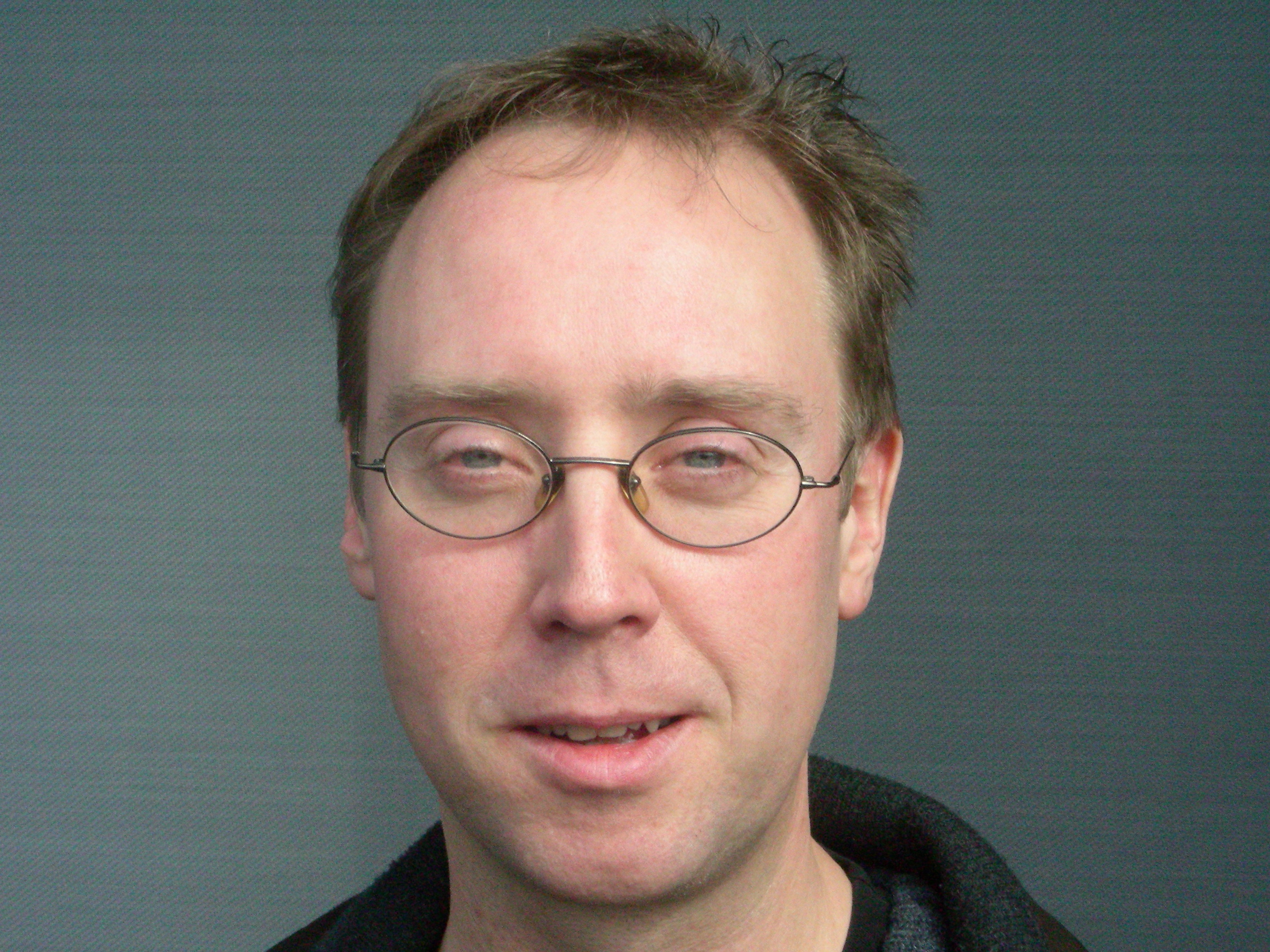
Robin de Raaff (2006)

Robin de Raaff (* 5. Dezember 1968 in Breda/Provinz Noord-Brabant) ist ein niederländischer Komponist.

## Leben und Wirken
Robin de Raaff wurde 1968 in Breda, Niederlande, geboren. Zunächst studierte er Komposition bei Geert van Keulen und Theo Loevendie am Musikkonservatorium Amsterdam, wo er 1997 mit Auszeichnung abschloss. 1999 folgte er einer Einladung George Benjamins als dessen einziger Kompositionsstudent am Royal College of Music in London. Dort studierte er auch bei Julian Anderson. 2000 war Robin de Raaff Senior Fellow am Tanglewood Music Center. Beim dortigen Festival of Contemporary Music wurde im darauf folgenden Jahr das im Auftrag des Tanglewood Music Center entstandene piano concerto uraufgeführt. Seit 2001 lehrt Robin de Raaff als Dozent für Komposition und Instrumentation am Musikkonservatorium in Rotterdam.

## Diskographie
Contradictie IVa (1998/rev. 2014 Deuss Music) CD Ladder of Escape 11, Fie Schouten Bassklarinette, ATT2014140